# Глейзер, Джонатан
Джо́натан Гле́йзер (англ. Jonathan Glazer; род. 26 марта 1965, Лондон, Великобритания) — британский кинорежиссёр, сценарист и клипмейкер. Он начал свою карьеру в театре, а затем перешёл в кино, сняв фильмы «Сексуальная тварь» (2000), «Рождение» (2004), «Побудь в моей шкуре» (2013) и «Зона интересов» (2023).
Его работы характеризуются изображениями порочных и отчаявшихся персонажей; темами отчуждения и одиночества; а также смелым визуальным стилем, использующем всеведущую перспективу и драматическую музыку. Глейзер был номинирован на шесть премий BAFTA и две премии Оскар. За историческую драму «Зона интересов» он получил призы Гран-при и ФИПРЕССИ на 76-м Каннском кинофестивале, а также был номинирован на премию Оскар за лучшую режиссуру и лучший адаптированный сценарий.
Глейзер снимал музыкальные клипы для Radiohead, Massive Attack, Ричарда Эшкрофта и других. Он был номинирован на премию MTV Video Music Awards за лучшую режиссуру за клипы на песни Jamiroquai «Virtual Insanity» (1996) и «Karma Police» Radiohead (1997). Он также снимал рекламные ролики для Kodak, Sony, Nike, Barclays, Alexander McQueen и других.

## Биография
Джонатан Глейзер родился 26 марта 1965 года в Лондоне. Окончив обучение по курсу театрального дизайна, он начал ставить театральные постановки, делать проморолики для кино и телевидения, его работа для телекомпании BBC получила ряд профессиональных наград. В 1993 году он снял три собственных короткометражных фильма, и поступил в Академию рекламы (Academy Commercials). После этого он снял известные рекламные кампании для Guinness (Swimblack and Surfer) и Stella Artois (Devils Island). Начиная с середины девяностых он снимает ряд музыкальных видео, и в 1997 году получает статус «Клипмейкера года» по мнению MTV. Его работы в области музыкальных видео часто отмечаются как авторские и оригинальные.
В 2000 году вышел дебютный полнометражный фильм Глейзера «Сексуальная тварь». За роль в этой криминальной драме сэр Бен Кингсли был номинирован на премию «Оскар».
Второй фильм режиссёра — «Рождение» — вышел спустя 4 года. Глейзер стал также соавтором сценария, а главную роль сыграла Николь Кидман.

## Фильмография
- «Расёмон»

Музыкальные видео
- Karmacoma — Massive Attack (1995)
- The Universal — Blur (1995)
- Street Spirit (Fade Out) — Radiohead (1996)
- Virtual Insanity — Jamiroquai (1996)
- Cosmic Girl (ver. 2) — Jamiroquai (1997)
- Into My Arms — Nick Cave and the Bad Seeds (1997)
- Karma Police — Radiohead (1997)
- Rabbit in Your Headlights — UNKLE (1998)
- A Song for the Lovers — Ричард Эшкрофт (2000)
- Live with Me — Massive Attack (2006)
- Treat Me Like Your Mother — The Dead Weather (2009)

Полнометражные фильмы
- 2000 — Сексуальная тварь / Sexy Beast
- 2004 — Рождение / Birth
- 2013 — Побудь в моей шкуре / Under the Skin
- 2023 — Зона интересов

## Награды и номинации
| Премия                     | Год  | Фильм                 | Категория                         | Результат |
| -------------------------- | ---- | --------------------- | --------------------------------- | --------- |
| «Оскар»                    | 2024 | «Зона интересов»      | Лучший режиссёр                   | Номинация |
| «Оскар»                    | 2024 | «Зона интересов»      | Лучший адаптированный сценарий    | Номинация |
| «Оскар»                    | 2024 | «Зона интересов»      | Лучший фильм на иностранном языке | Победа    |
| BAFTA                      | 2001 | «Сексуальная тварь»   | Лучший британский фильм           | Номинация |
| BAFTA                      | 2015 | «Побудь в моей шкуре» | Лучший британский фильм           | Номинация |
| BAFTA                      | 2024 | «Зона интересов»      | Лучший британский фильм           | Победа    |
| BAFTA                      | 2024 | «Зона интересов»      | Лучший фильм на иностранном языке | Победа    |
| BAFTA                      | 2024 | «Зона интересов»      | Лучший режиссёр                   | Номинация |
| BAFTA                      | 2024 | «Зона интересов»      | Лучший адаптированный сценарий    | Номинация |
| «Независимый дух»          | 2002 | «Сексуальная тварь»   | Лучший иностранный фильм          | Номинация |
| «Независимый дух»          | 2015 | «Побудь в моей шкуре» | Лучший иностранный фильм          | Номинация |
| «Независимый дух»          | 2024 | «Зона интересов»      | Лучший иностранный фильм          | Номинация |
| «Спутник»                  | 2002 | «Сексуальная тварь»   | Лучший режиссёр                   | Номинация |
| «Спутник»                  | 2024 | «Зона интересов»      | Лучший режиссёр                   | Номинация |
| «Спутник»                  | 2024 | «Зона интересов»      | Лучший адаптированный сценарий    | Номинация |
| Венецианский кинофестиваль | 2004 | «Рождение»            | Золотой лев                       | Номинация |
| Венецианский кинофестиваль | 2013 | «Побудь в моей шкуре» | Золотой лев                       | Номинация |
| Каннский кинофестиваль     | 2023 | «Зона интересов»      | Золотая пальмовая ветвь           | Номинация |
| Каннский кинофестиваль     | 2023 | «Зона интересов»      | Гран-при                          | Победа    |
| Каннский кинофестиваль     | 2023 | «Зона интересов»      | Приз ФИПРЕССИ                     | Победа    |
| «Сезар»                    | 2025 | «Зона интересов»      | Лучший иностранный фильм          | Победа    |
| «Давид ди Донателло»       | 2025 | «Зона интересов»      | Лучший иностранный фильм          | Номинация |